# 曼萨纳斯新镇
曼萨纳斯新镇，是西班牙卡斯蒂利亚-莱昂莱昂省的一个市镇。 总面积32平方公里，总人口591人（001年），人口密度18人/平方公里。